# La rosa dei venti (raccolta)
La rosa dei venti (The Compass Rose), nota anche col titolo Il diario della rosa, è una raccolta di racconti della scrittrice statunitense Ursula K. Le Guin, pubblicata da Pendragon Press nel giugno 1982 e da Harper & Row nel luglio dello stesso anno. È stata tradotta in italiano da Roberta Rambelli per Editrice Nord nel 1984.

## Struttura
Il volume è organizzato in 4 sezioni: Nord, Est, Ovest e Sud e contiene venti racconti.
I racconti Due ritardi sulla linea nord e Il diario della rosa fanno parte del ciclo di Orsinia.
Il racconto La nuova Atlantide ha vinto il premio Locus nel 1976; Il diario della rosa ha vinto il premio Jupiter nel 1977; sia il racconto Sur che la raccolta nel suo complesso hanno vinto il premio Locus nel 1983, rispettivamente come miglior racconto breve e come migliore raccolta di racconti.

## Contenuti
Si marcano con O i racconti afferenti a Orsinia.
- Introduzione di Carlo Pagetti
- Prefazione di Ursula K. Le Guin

Nadir
- "L'autrice dei semi di acacia" e altri estratti da Rivista dell'Associazione di Teriolinguistica (The Author of the Acacia Seed [and Other Extracts from the Journal of the Association of Therolinguistic], pubblicato nella raccolta Fellowship of the Stars nel 1974)
- La nuova Atlantide (The New Atlantis, pubblicato nella raccolta The New Atlantis and Other Novellas of Science Fiction curata Robert Silverberg nel 1975)
- Il gatto di Schrödinger (Schrödinger's Cat, pubblicato nella raccolta Universe 5 nel 1974)

Nord 
- Due ritardi sulla linea nord O (Two Delays on the Northern Line, pubblicato sul New Yorker nel 1979)
- SQ (SQ, pubblicato nella raccolta Cassandra Rising nel 1978)
- L'obolo (Small Change, pubblicato nel 1982)

Est 
- Prima relazione dello straniero naufragato al Kadanh di Derb (The First Report of the Shipwrecked Foreigner to the Kadanh of Derb, pubblicato nel 1978)
- Il diario della rosa O (The Diary of the Rose, pubblicato nella raccolta Future Power nel 1976)
- L'asino bianco (The White Donkey, pubblicato su TriQuarterly nº 49 nel 1980)
- Il Phoenix (The Phoenix, pubblicato nel 1982)

Zenith
- Intracom (Intracom, pubblicato nella raccolta Stopwatch nel 1974)
- L'occhio che cambia (The Eye Altering, pubblicato nella raccolta The Altered I nel 1976)
- Labirinti (Mazes, pubblicato nella raccolta Epoch nel 1975)
- Le vie del desiderio (The Pathways of Desire, pubblicato nella raccolta New Dimensions Science Fiction Number 9 nel 1979)

Ovest
- L'arpa di Gwilan (Gwilan's Harp, pubblicato su Redbook nel 1977)
- Malheur County (Malheur County, pubblicato nel 1979)
- Ampia è l'acqua (The Water Is Wide, pubblicato nel 1976)

Sud
- Il racconto della moglie (The Wife's Story, pubblicato nel 1982)
- Alcuni aspetti del problema della scarsità del tempo (Some Approaches to the Problem of the Shortage of Time, pubblicato nel 1982)
- Sur (Sur, pubblicato sul New Yorker nel 1982)

## Edizioni
- La rosa dei venti, trad. di Roberta Rambelli, SF Narrativa d'Anticipazione, Editrice Nord, 1984 p. 250.
- Il diario della rosa, trad. di Roberta Rambelli, Narrativa Nord, Editrice Nord, 2003 p. 250, ISBN 8842912417.